# Anna-Karin Garhamn
Anna-Karin Garhamn, född 1980 i Borås, är en svensk textilformgivare,  barnboksillustratör och barnboksförfattare.

## Biografi
Garhamn är uppväxt utanför utanför Tibro. Hon är utbildad textilformgivare vid Konstfack i Stockholm och i samband med sin examensutställning 2005 tillfrågades hon om att prova att illustrera boken Vi tänker på dig, farfar!. Boken blev hennes debutbok som barnboksillustratör. Hon har illustrerat böcker åt bland andra Anders Jacobsson och Sören Olsson, Hanna Zetterberg, Grethe Rottböll och Lasse Anrell. År 2015 debuterade Garhamn som författare med Puck går till frisören på Bonnier Carlsen bokförlag. Boken har fått flera uppföljare och böckerna om Puck har även översatts till flera språk.
Garhamn är bosatt i Gent i Belgien.